# Büscheliges Gipskraut
Das Büschelige Gipskraut (Gypsophila fastigiata), auch Ebensträußiges Gipskraut genannt, ist eine Pflanzenart aus der Gattung der Gipskräuter (Gypsophila) innerhalb der Familie der Nelkengewächse (Caryophyllaceae).

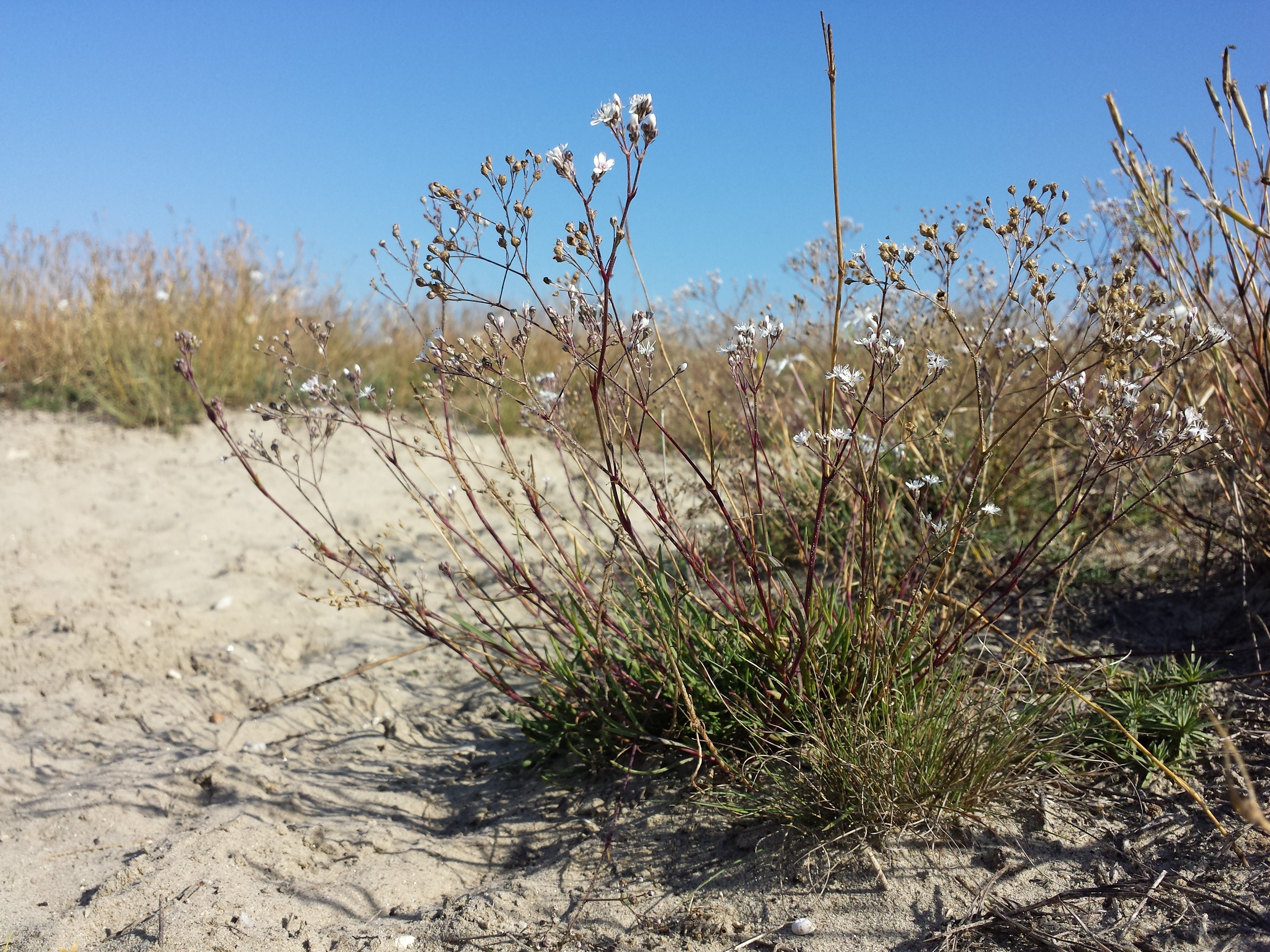
Sand-Gipskraut (Gypsophila fastigiata subsp. arenaria)

## Beschreibung
Das Büschelige Gipskraut ist ein sommergrüner, rosettenloser Chamaephyt, der Wuchshöhen von 20 bis 50 Zentimeter erreicht. Die Pflanze bildet eine Pleiokorm-Wurzel aus. Am Grund sind nichtblühende Triebe vorhanden. Die blühenden Sprosse sind aufrecht und oberwärts drüsig-weichhaarig. Die Blätter sind 2 bis 8 Zentimeter lang, 1 bis 5 Millimeter breit und einnervig. Die Blüten sind in dichten schirmförmige Thyrsen an den Zweigenden angeordnet. Die Blütenstandsachsen sind drüsenhaarig. Die Blütenstiele sind so lang wie der Kelch. Der Kelch ist 2 bis 3 Millimeter lang; seine Zähen sind eiförmig stumpf und meist fein gewimpert.  Die Kronblätter sind weiß oder rosa, vorn abgerundet und 1,5-mal so lang wie der Kelch. Die Staubblätter sind länger als die Krone. Die Fruchtkapsel ist wenig länger als der Kelch, sie enthält mehr als 20 Samen. Die Samen sind bei der Unterart subsp. arenaria mit langen spitzen konischen Höckern besetzt, bei der subsp. fastigiata sind die Papillen kurz und stumpf.

## Ökologie
Die Blütezeit reicht von Juni bis September. Die Blüten sind vormännlich und werden durch Insekten bestäubt. Die Samen werden durch den Wind oder Stoß- bzw. Schüttelausbreitung verbreitet. Am Kyffhäuser wurde eine Sackträgermotte beobachtet, die von der Art lebt.
Die Chromosomenzahl beträgt 2n = 34.

## Vorkommen
Das Büschelige Gipskraut kommt in Europa vor in Deutschland, Österreich, Polen, in Ungarn, in Tschechien, der Slowakei, Kroatien, Serbien, Schweden, Finnland, Litauen, Lettland, Estland, Belarus, in der Ukraine und in Rumänien.
In Deutschland kommt das Büschelige Gipskraut zerstreut in Nord-Thüringen und Ost-Brandenburg sowie selten in Ost-Rheinland-Pfalz in Rheinhessen, in Nordost-Sachsen, in Südwest-Sachsen-Anhalt und West-Brandenburg vor. Die Art ist in Deutschland gesetzlich geschützt. In Österreich kommt das Büschelige Gipskraut nur im Marchfeld (Niederösterreich) vor.
Die kalkholde Art wächst hier in kontinentalen Gipsfelsfluren und -trockenrasen, in reicheren Sandtrockenrasen und in lichten Kiefernwäldern. Sie kommt in Mitteleuropa hauptsächlich in Gesellschaften des Verbands Koelerion glaucae vor, aber auch in denen des Verbands Seslerio-Festucion, Cytiso-Pinion oder Festucion valesiacae. Im südlichen Skandinavien gedeiht die Art auf fossilen Binnendünen, nahe des Polarkreises auf südexponierten Dolomit-Uferfelsen.

## Taxonomie und Systematik
Das Büschelige Gipskraut wurde 1753 von Carl von Linné in Species Plantarum Band 1, Seite 407 als Gypsophila fastigiata erstbeschrieben.
Man kann 2 Unterarten unterscheiden:
- Gypsophila fastigiata subsp. arenaria (Waldst. & Kit.) Domin: Sie kommt in Niederösterreich, Tschechien, in der Slowakei, in Ungarn, im früheren Jugoslawien und in Rumänien vor.[4][2]
- Gypsophila fastigiata L. subsp. fastigiata: Sie kommt in Deutschland, in Tschechien und in der Slowakei vor.[4]